# Jimmy Oihid
Jimmy Oihid, né le 13 avril 1964 à Blida, est un auteur-compositeur-interprète algérien, vivant à Lyon.
Sa musique s'inscrit dans la world music avec des influences à la fois reggae, funk et chaâbi. Il a été surnommé « le James Brown algérien »,.

## Début de carrière
Originaire de Blida, il arrive en France à l'âge de six ans pour se faire soigner d'une poliomyélite, il est alors surnommé Jimmy en raison de sa passion pour Jimi Hendrix,. Son premier album Vivre libre parait en 1990 suivi par Salam alikoum en 1992, tous deux chez Musidisc.

## Indépendance artistique
En 1995, il se fait filmer par Fred Grémaux en train de décrire sa musique entre les influences des mélopées arabes, le rhythm and blues américain, le lyrisme du reggae et le « réalisme » français.
Souhaitant être indépendant, il quitte sa maison de disque pour son album suivant, qui sera auto-produit, One 2 Free (1995), puis paraissent en 1997 un « best of », Salam alikoum Algerie (parfois noté Salam aleikoum Algeria), ainsi que l'album Le Monde tourne enregistré avec Tyrone Downie, ex-Wailer, qui n'est pas un succès commercial, suivis par Freedom en 2001, enregistré avec The Wailers et Aston Barrett. Ces disques sont désormais épuisés et difficiles à trouver.

## Développements ultérieurs
Il a donné des concerts aux FrancoFolies de Montréal en 1997 et 2002
Il a été invité en 1997 à l'émission télévisée musicale française Taratata. Il utilise par la suite le web pour diffuser sa musique avant de faire son retour en 2007 avec Oriental Roots. En 2010 il fait une apparition sur Hors contrôle, un album du groupe stéphanois Dub Inc[réf. nécessaire].

## Discographie
Il a publié ou participé à différents albums
- 1988 : La Rossa Yayema ; Yabeba (OCLC 658876388), (en) « Jimmy Oihid », sur Discogs
- 1990 : Vivre libre
- 1992 : Salam alikoum (OCLC 658900937)
- 1995 : One 2 Free
- 1998 : Salam alikoum Algeria (Best of/Meilleur de)
- ? : Le Monde tourne
- 2001 : Freedom
- 2007 : Oriental Roots (en) « Oriental Roots », sur Discogs
- 2009 : Festival international Nuits d'Afrique : compilation 2009 (OCLC 937766928)
- 2010 : Hors contrôle, avec Tarrus Riley, Amazigh Kateb (Dub Incorporation) (OCLC 742991279)
- ? : Marseille blues, avec Mercury (OCLC 661952080)

## Filmographie
- 1995 "Du raï pour Jimmy", film documentaire de Fred Grémeaux
- 1995 : Bye-bye, long métrage de Karim Dridi : le chanteur
- 1995 : Rai, long métrage de Thomas Gilou : bande originale du film
- 2012 : Rude Boy Story, long métrage de Kamir Meridja